# A1 Team Brasilien
Das A1 Team Brasilien (engl. Stilisierung: A1Team.Brazil) war das brasilianische Nationalteam in der A1GP-Serie.

## Geschichte

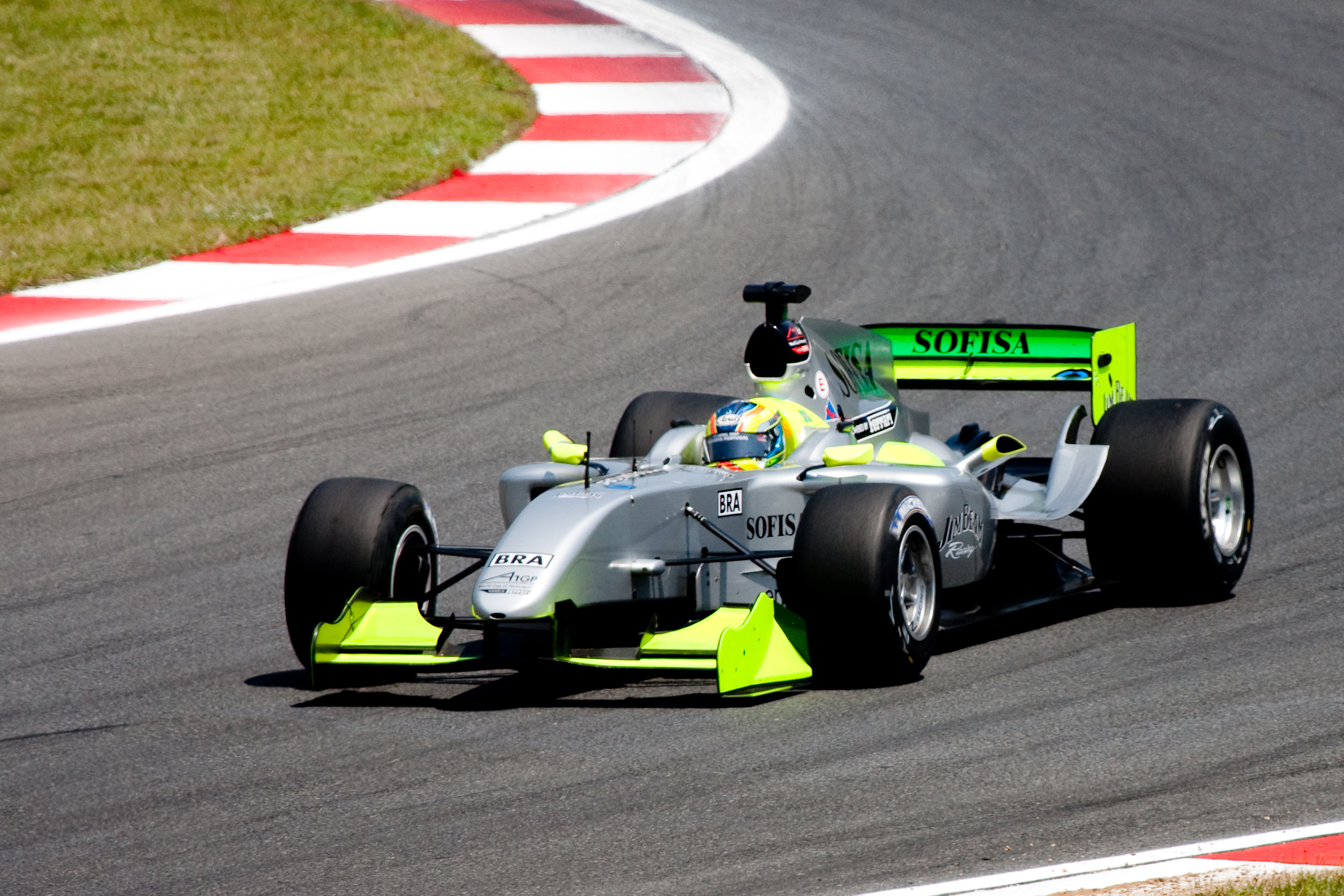
A1 Team Brasilien in Kyalami 2009

Das A1 Team Brasilien wurde von Emerson Fittipaldi, Formel-1-Weltmeister von 1972 und 1974, gegründet, wobei ihm in der ersten Saison noch der Fußballer Ronaldo als prominenter Co-Seatholder zur Seite stand; als Rennstall fungierte in der ersten Saison ASM F3 aus Frankreich, in der zweiten Saison das tschechische Charouz-Racing-System-Team, in der dritten Saison das britische Team Argo Racing und danach das ebenfalls britische Team DS Motorsport Ltd (letztere zwei gehören beide David Sears).
Vor allem zu Beginn der ersten Saison zählte Team Brasilien zu den stärksten Teams. So konnte es gleich beim Premieren-Rennwochenende in Brands Hatch mit Nelson Piquet jr. am Steuer einen Doppelsieg feiern, wobei vor allem dem Sieg im Sprintrennen als erstem Sieg überhaupt in der Geschichte der A1GP-Serie eine besondere Bedeutung zukommt. Es folgten drei weitere Podiumsplatzierungen, nämlich ein dritter Platz im Sprintrennen auf dem EuroSpeedway Lausitz, ein zweiter Platz im Sprintrennen in Estoril sowie ein dritter Platz im Sprintrennen in Eastern Creek, jeweils wieder mit Nelson Piquet jr. als Fahrer. Das Team beendete die Saison auf Rang sechs mit 71 Punkten.
In der folgenden Saison erlebte das Team einen starken Einbruch. Platz sechs im Sprintrennen in Peking durch Raphael Matos stellte das beste Ergebnis der Saison dar, welche das Team auf Gesamtrang 18 mit neun Punkten beendete.
In der dritten Saison ging es wieder aufwärts. Beim Hauptrennen in Sepang gelang dem Team mit Sérgio Jimenez am Steuer ein dritter Platz und damit die erste Podiumsplatzierung seit über zwei Jahren; dies sollte auch das beste Ergebnis der Saison bleiben. Das Team beendete sie auf der 14. Gesamtposition mit 44 Punkten.
Die vierte Saison verlief nahezu unverändert. Wiederum konnte mit einem zweiten Platz im Hauptrennen in Kyalami durch Felipe Guimarães ein Podestresultat erzielt werden. An den letzten drei Rennen konnte das Team nicht teilnehmen, da durch vorige Zwischenfälle jeweils das Auto nicht einsatzfähig war. Es schloss die Saison auf Gesamtplatz 15 mit 18 Punkten ab.
Das A1 Team Brasilien hat an allen 39 Rennwochenenden der A1GP-Serie teilgenommen.

## Fahrer
Das A1 Team Brasilien setzte an Rennwochenenden 13 verschiedene Fahrer ein, von denen neun auch an den Rennen selbst teilnahmen. Außerdem kamen beim offiziellen Test in Silverstone 2005 Danilo Dirani und João Paulo de Oliveira zum Einsatz.

### Übersicht der Fahrer
| Fahrer                 | RG | SR | HR | RS | 1. Pl.  | 2. Pl.  | 3. Pl.  | PP | SRR | Pkt. |
| ---------------------- | -- | -- | -- | -- | ------- | ------- | ------- | -- | --- | ---- |
| Piquet jr., Nelson     | 14 | 7  | 7  | –  | 2 (1/1) | 1 (1/0) | 2 (2/0) | 2  | 3   | 63   |
| Guimarães, Felipe      | 14 | 7  | 7  | 5  | 0 (0/0) | 1 (0/1) | 0 (0/0) | 0  | 0   | 18   |
| Jimenez, Sérgio        | 12 | 6  | 6  | 3  | 0 (0/0) | 0 (0/0) | 1 (0/1) | 0  | 0   | 38   |
| Junqueira, Bruno       | 10 | 5  | 5  | –  | 0 (0/0) | 0 (0/0) | 0 (0/0) | 0  | 0   | 10   |
| Fittipaldi, Christian  | 8  | 4  | 4  | –  | 0 (0/0) | 0 (0/0) | 0 (0/0) | 0  | 0   | 8    |
| Rocha, Tuka            | 8  | 4  | 4  | 2  | 0 (0/0) | 0 (0/0) | 0 (0/0) | 0  | 0   | 0    |
| Matos, Raphael         | 6  | 3  | 3  | 2  | 0 (0/0) | 0 (0/0) | 0 (0/0) | 0  | 0   | 5    |
| Negrão, Alexandre      | 4  | 2  | 2  | 3  | 0 (0/0) | 0 (0/0) | 0 (0/0) | 0  | 0   | 0    |
| Meira, Vitor           | 2  | 1  | 1  | –  | 0 (0/0) | 0 (0/0) | 0 (0/0) | 0  | 0   | 0    |
| Figueiredo, Bia        | -  | –  | –  | 2  | 0 (0/0) | 0 (0/0) | 0 (0/0) | 0  | 0   | 0    |
| Carrapatoso, Ruben     | -  | –  | –  | 1  | 0 (0/0) | 0 (0/0) | 0 (0/0) | 0  | 0   | 0    |
| Razia, Luiz            | -  | –  | –  | 1  | 0 (0/0) | 0 (0/0) | 0 (0/0) | 0  | 0   | 0    |
| de Faria jr., Clemente | -  | –  | –  | 1  | 0 (0/0) | 0 (0/0) | 0 (0/0) | 0  | 0   | 0    |

Legende: RG = Rennen gesamt; SR = Sprintrennen; HR = Hauptrennen; RS = Rookie-Sessions; PP = Pole-Position; SRR = schnellste Rennrunde

## Ergebnisse
| Saison | 1         | 1         | 2          | 2          | 3       | 3       | 4          | 4          | 5       | 5       | 6          | 6          | 7          | 7          | 8         | 8         | 9         | 9         | 10        | 10        | 11        | 11        | Rang | Punkte |
| ------ | --------- | --------- | ---------- | ---------- | ------- | ------- | ---------- | ---------- | ------- | ------- | ---------- | ---------- | ---------- | ---------- | --------- | --------- | --------- | --------- | --------- | --------- | --------- | --------- | ---- | ------ |
| 05/06  | Brands H. | Brands H. | EuroSpeed. | EuroSpeed. | Estoril | Estoril | Eastern C. | Eastern C. | Sepang  | Sepang  | Dubai      | Dubai      | Durban     | Durban     | Sentul    | Sentul    | Monterrey | Monterrey | Laguna S. | Laguna S. | Shanghai  | Shanghai  | 6.   | 71     |
| 05/06  | 1 PIQ     | 1 PIQ     | 3 PIQ      | 20 PIQ     | 2 PIQ   | 8 PIQ   | 3 PIQ      | 9 PIQ      | 4 PIQ   | 10 PIQ  | 23 PIQ     | 23 PIQ     | 19 PIQ     | 9 PIQ      | 20 FIT    | 4 FIT     | 14 FIT    | 12 FIT    | 13 FIT    | 18 FIT    | 10 FIT    | 19 FIT    | 6.   | 71     |
| 06/07  | Zandvoort | Zandvoort | Brno       | Brno       | Peking  | Peking  | Sepang     | Sepang     | Sentul  | Sentul  | Taupo      | Taupo      | Eastern C. | Eastern C. | Durban    | Durban    | Mexiko-S. | Mexiko-S. | Shanghai  | Shanghai  | Brands H. | Brands H. | 18.  | 9      |
| 06/07  | 14 ROC    | 12 ROC    | 10 ROC     | 14 ROC     | 6 MAT   | 7 MAT   | 19 MAT     | DSQ MAT    | 15 ROC  | 14 ROC  | 16 MAT     | 14 MAT     | 21 ROC     | 11 ROC     | 17 JUN    | 7 JUN     | 20 JUN    | 13 JUN    | 14 MEI    | 19 MEI    | 12 JUN    | 18 JUN    | 18.  | 9      |
| 07/08  | Zandvoort | Zandvoort | Brno       | Brno       | Sepang  | Sepang  | Zhuhai     | Zhuhai     | Taupo   | Taupo   | Eastern C. | Eastern C. | Durban     | Durban     | Mexiko-S. | Mexiko-S. | Shanghai  | Shanghai  | Brands H. | Brands H. | –         | –         | 14.  | 44     |
| 07/08  | 13 JIM    | 11 JIM    | 11 JIM     | 7 JIM      | 4 JIM   | 3 JIM   | 18 JIM     | 21 JIM     | 13 JIM  | 6 JIM   | 8 JIM      | 4 JIM      | 21 JUN     | 9 JUN      | 10 JUN    | 8 JUN     | 14 NEG    | 13 NEG    | 16 NEG    | 14 NEG    |           |           | 14.  | 44     |
| 08/09  | Zandvoort | Zandvoort | Chengdu    | Chengdu    | Sepang  | Sepang  | Taupo      | Taupo      | Kyalami | Kyalami | Algarve    | Algarve    | Brands H.  | Brands H.  | –         | –         | –         | –         | –         | –         | –         | –         | 15.  | 18     |
| 08/09  | 13 GUI    | 15 GUI    | 20 GUI     | 20 GUI     | 17 GUI  | 7 GUI   | 14 GUI     | 15 GUI     | 15 GUI  | 2 GUI   | 7 GUI      | DNS GUI    | DNS GUI    | DNS GUI    |           |           |           |           |           |           |           |           | 15.  | 18     |

| Legende  | Legende            | Legende                                                          |
| Farbe    | Abkürzung          | Bedeutung                                                        |
| -------- | ------------------ | ---------------------------------------------------------------- |
| Gold     | –                  | Sieg                                                             |
| Silber   | –                  | 2. Platz                                                         |
| Bronze   | –                  | 3. Platz                                                         |
| Grün     | –                  | Platzierung in den Punkten                                       |
| Blau     | –                  | Klassifiziert außerhalb der Punkteränge                          |
| Violett  | DNF                | Rennen nicht beendet (did not finish)                            |
| Violett  | NC                 | nicht klassifiziert (not classified)                             |
| Rot      | DNQ                | nicht qualifiziert (did not qualify)                             |
| Rot      | DNPQ               | in Vorqualifikation gescheitert (did not pre-qualify)            |
| Schwarz  | DSQ                | disqualifiziert (disqualified)                                   |
| Weiß     | DNS                | nicht am Start (did not start)                                   |
| Weiß     | WD                 | zurückgezogen (withdrawn)                                        |
| Hellblau | PO                 | nur am Training teilgenommen (practiced only)                    |
| Hellblau | TD                 | Freitags-Testfahrer (test driver)                                |
| ohne     | DNP                | nicht am Training teilgenommen (did not practice)                |
| ohne     | INJ                | verletzt oder krank (injured)                                    |
| ohne     | EX                 | ausgeschlossen (excluded)                                        |
| ohne     | DNA                | nicht erschienen (did not arrive)                                |
| ohne     | C                  | Rennen abgesagt (cancelled)                                      |
| ohne     | keine WM-Teilnahme |                                                                  |
| sonstige | P/fett             | Pole-Position                                                    |
| sonstige | 1/2/3/4/5/6/7/8    | Punktplatzierung im Sprint-/Qualifikationsrennen                 |
| sonstige | SR/kursiv          | Schnellste Rennrunde                                             |
| sonstige | *                  | nicht im Ziel, aufgrund der zurückgelegten Distanz aber gewertet |
| sonstige | ()                 | Streichresultate                                                 |
| sonstige | unterstrichen      | Führender in der Gesamtwertung                                   |